# Quatrième circonscription de la Guadeloupe
La quatrième circonscription de la Guadeloupe est l'une des 4 circonscriptions législatives françaises que compte le département de la Guadeloupe (971) situé en région Guadeloupe.

## Description géographique et démographique

Carte de la quatrième circonscription de la Guadeloupe de 1986 à 2012

La quatrième circonscription de la Guadeloupe est délimitée par le découpage électoral de la loi n°86-1197 du 24 novembre 1986, elle regroupe les divisions administratives suivantes : cantons de Basse-Terre I, Basse-Terre II, Bouillante, Gourbeyre, Saint-Barthélemy, Saint-Claude, Saint-Martin I, Saint-Martin II, Les Saintes, Trois-Rivières, Vieux-Habitants.
D'après le recensement général de la population en 1999, réalisé par l'Institut national de la statistique et des études économiques (INSEE), la population totale de cette circonscription est estimée à 100 243 habitants,.

## Historique des députations
| Législature | Début de mandat | Fin de mandat   | Député                      | Parti politique | Observations |
| ----------- | --------------- | --------------- | --------------------------- | --------------- | --- |
| IXe         | 23 juin 1988    | 1er avril 1993  | Lucette Michaux-Chevry,     | RPR,            | |
| Xe          | 2 avril 1993    | 21 avril 1997   | Lucette Michaux-Chevry,     | RPR,            | Remplacée par Philippe Chaulet après sa nomination au gouvernement le 2 mai 1993. Mandat écourté à la suite d'une dissolution parlementaire décidée par Jacques Chirac. |
| XIe         | 12 juin 1997    | 18 juin 2002    | Philippe Chaulet,           | RPR,            | |
| XIIe        | 19 juin 2002    | 19 juin 2007    | Victorin Lurel,             | PS,             | |
| XIIIe       | 20 juin 2007    | 16 juin 2012    | Victorin Lurel,             | PS,             | Son suppléant lui succède brièvement après sa nomination au Gouvernement.                                                                                               |
| XIIIe       | 17 juin 2012    | 19 juin 2012    | Louis Mussington,           | PS,             | Son suppléant lui succède brièvement après sa nomination au Gouvernement.                                                                                               |
| XIVe        | 20 juin 2012    | 21 juillet 2012 | Victorin Lurel              | PS              | Réélu, il est remplacé par sa suppléante pendant son appartenance au Gouvernement.                                                                                      |
| XIVe        | 22 juillet 2012 | 2 mai 2014      | Hélène Vainqueur-Christophe | PS              | Réélu, il est remplacé par sa suppléante pendant son appartenance au Gouvernement.                                                                                      |
| XIVe        | 3 mai 2014      | 20 juin 2017    | Victorin Lurel              | PS              | Réélu, il est remplacé par sa suppléante pendant son appartenance au Gouvernement.                                                                                      |
| XVe         | 21 juin 2017    | 21 juin 2022    | Hélène Vainqueur-Christophe | PS              | |
| XVIe        | 22 juin 2022    | 9 juin 2024     | Élie Califer                | PS              | Mandat écourté à la suite d'une dissolution parlementaire décidée par Emmanuel Macron.                                                                                  |
| XVIIe       | 8 juillet 2024  | En cours        | Élie Califer                | PS              | |

## Historique des élections

### Élections de 1988
| Candidat       | Candidat                    | Parti          | Premier tour | Premier tour | Second tour | Second tour |  |
| Candidat       | Candidat                    | Parti          | Voix         | %            | Voix        | %           |  |
| -------------- | --------------------------- | -------------- | ------------ | ------------ | ----------- | ----------- |  |
|                | Lucette Michaux-Chevry élue | RPR (URC)      | 6 636        | 55,54        | 11 063      | 62,94       |  |
|                | Jérôme Clery                | PCG            | 2 796        | 23,4         | 6 513       | 37,06       |  |
|                | Félix Proto                 | PS             | 2 517        | 21,06        |             |             |  |
|                |                             |                |              |              |             |             |  |
| Inscrits       | Inscrits                    | Inscrits       | 46 570       | 100,00       | 46 608      | 100,00      |  |
| Abstentions    | Abstentions                 | Abstentions    | 33 976       | 72,96        | 28 123      | 60,34       |  |
| Votants        | Votants                     | Votants        | 12 594       | 27,04        | 18 485      | 39,66       |  |
| Blancs et nuls | Blancs et nuls              | Blancs et nuls | 645          | 5,12         | 909         | 4,92        |  |
| Exprimés       | Exprimés                    | Exprimés       | 11 949       | 94,88        | 17 576      | 95,08       |  |

Le suppléant de Lucette Michaux-Chevry était Philippe Chaulet, gérant de société, conseiller général, maire de Bouillante.

### Élections de 1993
|                | Lucette Michaux-Chevry sortante réélue | RPR (UPF)      | 17 532 | 79,66  |  |  |  |
|                | Edward Hatchi                          | PS             | 2 189  | 9,95   |  |  |  |
|                | Jérôme Clery                           | PPDG           | 1 373  | 6,24   |  |  |  |
|                | Brigitte Rodes                         | Divers droite  | 600    | 2,73   |  |  |  |
|                | Edwige Glandor                         | PCG            | 315    | 1,43   |  |  |  |
|                |                                        |                |        |        |  |  |  |
| Inscrits       | Inscrits                               | Inscrits       | 55 154 | 100,00 |  |  |  |
| Abstentions    | Abstentions                            | Abstentions    | 31 729 | 57,53  |  |  |  |
| Votants        | Votants                                | Votants        | 23 425 | 42,47  |  |  |  |
| Blancs et nuls | Blancs et nuls                         | Blancs et nuls | 1 416  | 6,04   |  |  |  |
| Exprimés       | Exprimés                               | Exprimés       | 22 009 | 93,96  |  |  |  |

Le suppléant de Lucette Michaux-Chevry était Philippe Chaulet, gérant de société, conseiller général, maire de Bouillante. Philippe Chaulet remplaça Lucette Michaux-Chevry, nommée membre du gouvernement, du 2 mai 1993 au 11 mai 1995 puis sénatrice à partir du 24 septembre 1995.

### Élections de 1997
| Candidat       | Candidat                       | Parti          | Premier tour | Premier tour | Second tour | Second tour |  |
| Candidat       | Candidat                       | Parti          | Voix         | %            | Voix        | %           |  |
| -------------- | ------------------------------ | -------------- | ------------ | ------------ | ----------- | ----------- |  |
|                | Philippe Chaulet sortant réélu | RPR            | 11 785       | 58,38        | 15 540      | 62,6        |  |
|                | Victorin Lurel                 | diss. PS       | 3 801        | 18,83        | 9 286       | 37,4        |  |
|                | Edward Hatchi                  | PS             | 1 990        | 9,86         |             |             |  |
|                | Jean Claude Malo               | Divers gauche  | 1 743        | 8,63         |             |             |  |
|                | Michel Martinon                | FN             | 398          | 1,97         |             |             |  |
|                | Claude Guilliod                | Divers droite  | 301          | 1,49         |             |             |  |
|                | Marcel Verdol                  | PLN            | 170          | 0,84         |             |             |  |
|                |                                |                |              |              |             |             |  |
| Inscrits       | Inscrits                       | Inscrits       | 59 520       | 100,00       | 59 493      | 100,00      |  |
| Abstentions    | Abstentions                    | Abstentions    | 37 126       | 62,38        | 32 572      | 54,75       |  |
| Votants        | Votants                        | Votants        | 22 394       | 37,62        | 26 921      | 45,25       |  |
| Blancs et nuls | Blancs et nuls                 | Blancs et nuls | 2 206        | 9,85         | 2 095       | 7,78        |  |
| Exprimés       | Exprimés                       | Exprimés       | 20 188       | 90,15        | 24 826      | 92,22       |  |

Le suppléant de Philippe Chaulet était Luc Adémar, maire de Gourbeyre, conseiller général du canton de Gourbeyre.

### Élections de 2002
| Candidat       | Candidat                 | Parti            | Premier tour | Premier tour | Second tour | Second tour |  |
| Candidat       | Candidat                 | Parti            | Voix         | %            | Voix        | %           |  |
| -------------- | ------------------------ | ---------------- | ------------ | ------------ | ----------- | ----------- |  |
|                | Philippe Chaulet sortant | OG               | 9 741        | 44,15        | 13 771      | 49,17       |  |
|                | Victorin Lurel élu       | PS               | 8 543        | 38,72        | 14 234      | 50,83       |  |
|                | Louis-Constant Fleming   | Divers droite    | 2 223        | 10,08        |             |             |  |
|                | Benoit Chauvin           | UDF              | 472          | 2,14         |             |             |  |
|                | Michel Martinon          | FN               | 308          | 1,4          |             |             |  |
|                | Edward Hatchi            | Pôle républicain | 256          | 1,16         |             |             |  |
|                | Jacques Nelson           | Les Verts        | 218          | 0,99         |             |             |  |
|                | Claude Morvan            | PCG              | 144          | 0,65         |             |             |  |
|                | Jocely Morvan            | Divers droite    | 104          | 0,47         |             |             |  |
|                | Micheline Thuillier      | MNR              | 53           | 0,24         |             |             |  |
|                | Joseph Christophe        | Divers           | 2            | 0,01         |             |             |  |
|                | Paul Mathieu             | Divers gauche    | 0            | 0            |             |             |  |
|                |                          |                  |              |              |             |             |  |
| Inscrits       | Inscrits                 | Inscrits         | 66 637       | 100,00       | 66 611      | 100,00      |  |
| Abstentions    | Abstentions              | Abstentions      | 43 439       | 65,19        | 37 147      | 55,77       |  |
| Votants        | Votants                  | Votants          | 23 198       | 34,81        | 29 464      | 44,23       |  |
| Blancs et nuls | Blancs et nuls           | Blancs et nuls   | 1 134        | 4,89         | 1 459       | 4,95        |  |
| Exprimés       | Exprimés                 | Exprimés         | 22 064       | 95,11        | 28 005      | 95,05       |  |

Le suppléant de Victorin Lurel était Louis Mussington, enseignant, conseiller général du canton de Saint-Martin-1.

### Élections de 2007
| Candidat       | Candidat                     | Parti          | Premier tour | Premier tour | Second tour | Second tour |  |
| Candidat       | Candidat                     | Parti          | Voix         | %            | Voix        | %           |  |
| -------------- | ---------------------------- | -------------- | ------------ | ------------ | ----------- | ----------- |  |
|                | Victorin Lurel sortant réélu | PS             | 10 994       | 48,83        | 15 830      | 52,58       |  |
|                | Albert Dorville              | Divers droite  | 8 734        | 38,79        | 14 279      | 47,42       |  |
|                | Henri Yoyotte                | Divers gauche  | 977          | 4,34         |             |             |  |
|                | Benoît Chauvin               | UDF–MoDem      | 641          | 2,85         |             |             |  |
|                | Nice Cotellon-Cambronne      | Les Verts      | 545          | 2,42         |             |             |  |
|                | Paul Mathieu                 | Divers droite  | 167          | 0,74         |             |             |  |
|                | Christian Zozio              | Divers gauche  | 144          | 0,64         |             |             |  |
|                | Philippe Anais               | CO             | 128          | 0,57         |             |             |  |
|                | Danièle Muelle               | NC             | 116          | 0,52         |             |             |  |
|                | Louis Molinié                | Divers droite  | 62           | 0,28         |             |             |  |
|                | Jacqueline Liric             | Divers droite  | 6            | 0,03         |             |             |  |
|                |                              |                |              |              |             |             |  |
| Inscrits       | Inscrits                     | Inscrits       | 70 707       | 100,00       | 70 704      | 100,00      |  |
| Abstentions    | Abstentions                  | Abstentions    | 46 453       | 65,7         | 38 731      | 54,78       |  |
| Votants        | Votants                      | Votants        | 24 254       | 34,3         | 31 973      | 45,22       |  |
| Blancs et nuls | Blancs et nuls               | Blancs et nuls | 1 740        | 7,17         | 1 864       | 5,83        |  |
| Exprimés       | Exprimés                     | Exprimés       | 22 514       | 92,83        | 30 109      | 94,17       |  |

### Élections de 2012
|                | Victorin Lurel sortant réélu | PS                  | 18 178 | 67,23  |  |  |  |
|                | Marie-Luce Penchard          | UMP                 | 6 188  | 22,89  |  |  |  |
|                | Louis Molinié                | Divers droite (RPG) | 1 330  | 4,92   |  |  |  |
|                | Jean-Marie Nomertin          | CO                  | 422    | 1,56   |  |  |  |
|                | Marc Guille                  | FN                  | 310    | 1,15   |  |  |  |
|                | Guilhem Saltel               | FG (PG)             | 294    | 1,09   |  |  |  |
|                | Fred Cassin                  | Divers (CDI)        | 185    | 0,68   |  |  |  |
|                | Christine Houblon            | PRV                 | 131    | 0,48   |  |  |  |
|                |                              |                     |        |        |  |  |  |
| Inscrits       | Inscrits                     | Inscrits            | 66 940 | 100,00 |  |  |  |
| Abstentions    | Abstentions                  | Abstentions         | 38 518 | 57,54  |  |  |  |
| Votants        | Votants                      | Votants             | 28 422 | 42,46  |  |  |  |
| Blancs et nuls | Blancs et nuls               | Blancs et nuls      | 1 384  | 4,87   |  |  |  |
| Exprimés       | Exprimés                     | Exprimés            | 27 038 | 95,13  |  |  |  |

### Élections de 2017
|                                                                                |                                                                    |                           |                           |                          |                          |
|                                                                                |                                                                    | Premier tour 10 juin 2017 | Premier tour 10 juin 2017 | Second tour 17 juin 2017 | Second tour 17 juin 2017 |
|                                                                                |                                                                    |                           |                           |                          |                          |
|                                                                                |                                                                    | Nombre                    | % des inscrits            | Nombre                   | % des inscrits           |
| Inscrits                                                                       | Inscrits                                                           | 69 307                    | 100,00                    | 69 233                   | 100,00                   |
| Abstentions                                                                    | Abstentions                                                        | 49 921                    | 72,03                     | 45 300                   | 65,43                    |
| Votants                                                                        | Votants                                                            | 19 386                    | 27,97                     | 23 933                   | 34,57                    |
|                                                                                |                                                                    |                           | % des votants             |                          | % des votants            |
| Bulletins blancs                                                               | Bulletins blancs                                                   | 661                       | 3,41                      | 851                      | 3,56                     |
| Bulletins nuls                                                                 | Bulletins nuls                                                     | 864                       | 4,46                      | 1 329                    | 5,55                     |
| Suffrages exprimés                                                             | Suffrages exprimés                                                 | 17 861                    | 92,13                     | 21 753                   | 90,89                    |
|                                                                                |                                                                    |                           |                           |                          |                          |
| Candidat Étiquette politique (partis et alliances)                             | Candidat Étiquette politique (partis et alliances)                 | Voix                      | % des exprimés            | Voix                     | % des exprimés           |
|                                                                                |                                                                    |                           |                           |                          |                          |
|                                                                                | Hélène Vainqueur-Christophe Parti socialiste                       | 6 912                     | 38,70                     | 13 403                   | 61,61                    |
|                                                                                | Aramis Arbau Divers droite                                         | 3 329                     | 18,64                     | 8 350                    | 38,39                    |
|                                                                                | Eddy Claude-Maurice Divers droite                                  | 1 430                     | 8,01                      |                          |                          |
|                                                                                | Sylvie Gustave dit Duflo Guadeloupe unie, solidaire et responsable | 1 400                     | 7,84                      |                          |                          |
|                                                                                | Sonia Petro Les Républicains                                       | 1 002                     | 5,61                      |                          |                          |
|                                                                                | Hugues dit Philippe Ramdini Parti socialiste diss.                 | 903                       | 5,06                      |                          |                          |
|                                                                                | Guilhem Saltel La France insoumise                                 | 845                       | 4,73                      |                          |                          |
|                                                                                | Jean-Marie Nomertin Combat ouvrier                                 | 438                       | 2,45                      |                          |                          |
|                                                                                | Evita Chevry Divers droite                                         | 424                       | 2,37                      |                          |                          |
|                                                                                | Yoann Tarquin Divers                                               | 280                       | 1,57                      |                          |                          |
|                                                                                | Camille Edouard Parti communiste guadeloupéen                      | 249                       | 1,39                      |                          |                          |
|                                                                                | Béatrice Caze Front national                                       | 246                       | 1,38                      |                          |                          |
|                                                                                | Dominique Virassamy Divers droite                                  | 124                       | 0,69                      |                          |                          |
|                                                                                | Alain Avril La France qui ose                                      | 92                        | 0,52                      |                          |                          |
|                                                                                | Christine Houblon Union des démocrates et indépendants             | 84                        | 0,47                      |                          |                          |
|                                                                                | Claudia Boucher Divers droite                                      | 62                        | 0,35                      |                          |                          |
|                                                                                | Martine Romera Union populaire républicaine                        | 41                        | 0,23                      |                          |                          |
|                                                                                | Valerie Nwetpoungam Régionaliste                                   | 0                         | 0,00                      |                          |                          |
| Source : Ministère de l'Intérieur - Quatrième circonscription de la Guadeloupe |                                                                    |                           |                           |                          |                          |

### Élections de 2022
| Candidat                 | Candidat                 | Parti                    | Nuance                   | Premier tour | Premier tour | Second tour | Second tour |
| Candidat                 | Candidat                 | Parti                    | Nuance                   | Voix         | %            | Voix        | %           |
| ------------------------ | ------------------------ | ------------------------ | ------------------------ | ------------ | ------------ | ----------- | ----------- |
|                          | Élie Califer             | FGPS (NUPES)             | DVG                      | 6 126        | 38,61        | 10 633      | 100,00      |
|                          | Marie-Luce Penchard      | GUSR (ENS)               | DVC                      | 3 154        | 19,88        | Retrait     | Retrait     |
|                          | Yanetti Paisley          | LFI (NUPES)              | DVG                      | 2 389        | 15,06        |             |             |
|                          | Jean-Yves Ramassamy      | SE                       | DIV                      | 1 324        | 8,35         |             |             |
|                          | Germain Paran            | GPRG                     | DXD                      | 935          | 5,89         |             |             |
|                          | Marguerite Civis         | IDG                      | DVG                      | 625          | 3,94         |             |             |
|                          | Alain Avril              | EÉLV (NUPES)             | ECO                      | 314          | 1,98         |             |             |
|                          | Jordan Coudret           | CO                       | DXG                      | 287          | 1,81         |             |             |
|                          | Cédric Loupadière        | LR (UDC)                 | LR                       | 268          | 1,69         |             |             |
|                          | Christian Zozio          | REC                      | REC                      | 222          | 1,40         |             |             |
|                          | Christine Houblon        | PRV (ENS)                | DVC                      | 185          | 1,17         |             |             |
|                          | Lucile Lutin             | UDI (UDC)                | UDI                      | 36           | 0,23         |             |             |
|                          |                          |                          |                          |              |              |             |             |
| Votes valides            | Votes valides            | Votes valides            | Votes valides            | 15 865       | 93,13        | 10 633      | 85,06       |
| Votes blancs             | Votes blancs             | Votes blancs             | Votes blancs             | 501          | 2,94         | 1 384       | 11,07       |
| Votes nuls               | Votes nuls               | Votes nuls               | Votes nuls               | 669          | 3,93         | 484         | 3,87        |
| Total                    | Total                    | Total                    | Total                    | 17 035       | 100          | 12 501      | 100         |
| Abstention               | Abstention               | Abstention               | Abstention               | 51 226       | 75,04        | 55 764      | 81,69       |
| Inscrits / participation | Inscrits / participation | Inscrits / participation | Inscrits / participation | 68 261       | 24,96        | 68 265      | 18,31       |

### Élections de 2024
| Candidat                 | Candidat                 | Parti et coalition       | Nuance                   | Premier tour | Premier tour | Second tour | Second tour |
| Candidat                 | Candidat                 | Parti et coalition       | Nuance                   | Voix         | %            | Voix        | %           |
| ------------------------ | ------------------------ | ------------------------ | ------------------------ | ------------ | ------------ | ----------- | ----------- |
|                          | Élie Califer             | PS (NFP)                 | SOC                      | 12 617       | 57,90        | 15 068      | 71,09       |
|                          | Jennifer Linon           | GUSR                     | DVC                      | 4 763        | 21,86        | 6 127       | 28,91       |
|                          | Lydie Monthouël          | RN                       | RN                       | 2 570        | 11,79        |             |             |
|                          | Jean-Marie Nomertin      | CO                       | EXG                      | 1 396        | 6,41         |             |             |
|                          | Claudia Boucher          | PRUF                     | DIV                      | 225          | 1,03         |             |             |
|                          | Paola Plantier           | REC                      | REC                      | 221          | 1,01         |             |             |
|                          |                          |                          |                          |              |              |             |             |
| Votes valides            | Votes valides            | Votes valides            | Votes valides            | 21 792       | 93,78        | 21 195      | 92,51       |
| Votes blancs             | Votes blancs             | Votes blancs             | Votes blancs             | 582          | 2,50         | 716         | 3,13        |
| Votes nuls               | Votes nuls               | Votes nuls               | Votes nuls               | 863          | 3,71         | 1 000       | 4,36        |
| Total                    | Total                    | Total                    | Total                    | 23 237       | 100          | 22 911      | 100         |
| Abstention               | Abstention               | Abstention               | Abstention               | 45 493       | 66,19        | 45 791      | 66,65       |
| Inscrits / participation | Inscrits / participation | Inscrits / participation | Inscrits / participation | 68 730       | 33,81        | 68 702      | 33,35       |

#### Département de la Guadeloupe
- La fiche de l'INSEE de cette circonscription : « Tableaux et Analyses de la quatrième circonscription de la Guadeloupe », sur insee.fr, site de l'Institut national de la statistique et des études économiques (consulté le 10 juin 2007) [PDF]
- « Tous les députés du département de la Guadeloupe depuis 1789 » [archive du 30 septembre 2007], sur assemblee-nationale.fr, site de l'Assemblée nationale française (consulté le 10 juin 2007)
- « Informations contentieuses sur le département de la Guadeloupe (Élections législatives de 2002) »(Archive.org • Wikiwix • Archive.is • Google • Que faire ?), sur conseil-constitutionnel.fr, site du Conseil constitutionnel (consulté le 13 juin 2007)

#### Circonscriptions en France
- « Carte des circonscriptions législatives en France », sur assemblee-nationale.fr, site de l'Assemblée nationale française (consulté le 20 juin 2007)
- « Résultats électoraux officiels en France »(Archive.org • Wikiwix • Archive.is • Google • Que faire ?), sur interieur.gouv.fr, site du ministère de l'Intérieur (France) (consulté le 13 juin 2007)
- Description et Atlas des circonscriptions électorales de France sur http://www.atlaspol.com, Atlaspol, site de cartographie géopolitique, consulté le 13 juin 2007.